# Konečné řešení židovské otázky

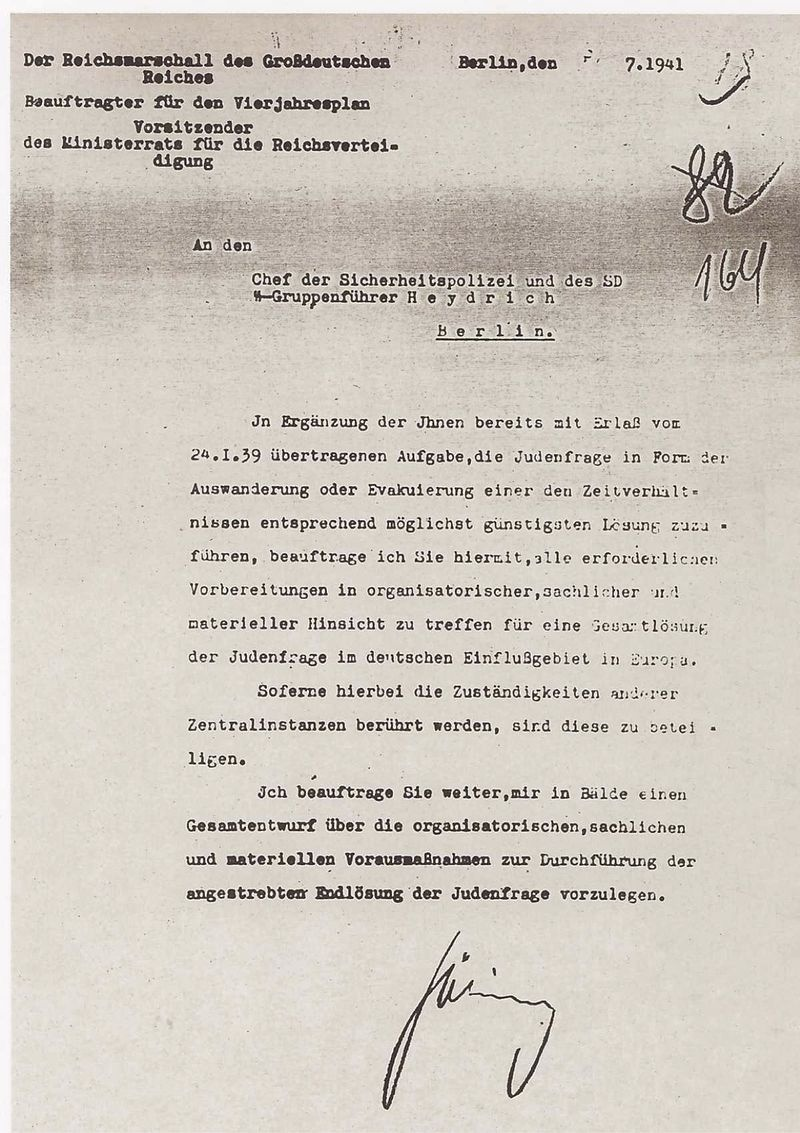
Dopis Hermanna Göringa Heydrichovi, v němž ho zmocňuje ke konečnému řešení židovské otázky (Endloesung der Judenfrage), datovám k července 1941

Konečné řešení židovské otázky (německy: Endlösung der Judenfrage, zkráceně Endlösung) je eufemistický krycí název pro německý nacistický plán na systematickou genocidu evropských Židů během druhé světové války, jehož realizace později získala označení holokaust či šoa (hebrejsky שואה). Rozhodnuto o něm bylo v lednu 1942 na konferenci ve Wannsee.

## Rasismus a „židovská otázka“
Rasismus a antisemitismus byly oficiální politikou nacistického Německa. Židovská otázka bylo označení pro rasovou očistu německého národa od Židů. To se dělo nejdříve prostřednictvím rasové diskriminace a segregace, ke kterým určily právní rámec Norimberské zákony z roku 1935. Komplikovaná byla otázka, jak určit, kdo je Žid. Na základě dekretu se podle předků rozlišovaly dvě kategorie, Žid a židovský míšenec (Mischling), pro zařazení hrála roli i náboženská příslušnost, protože tzv. vědecký rasismus neposkytoval nástroje pro rozlišení rasy na čistě biologickém základě.
Německým cílem bylo úplné zbavení německého a evropského území židovského obyvatelstva. Emigrace Židů z nacistického Německa nebylo dostatečným řešením, uvažovalo se proto o nucených deportacích do zámoří, zejména plán na vysídlení Židů na Madagaskar z roku 1940. Tyto plány však komplikovalo propuknutí války.

## Počátky masového zabíjení
Masové vraždění v zájmu čistoty rasy, tzv. eugeniky, použili nacisté nejdříve v Akci T4, tajném programu, ve kterém byly od roku 1939 systematicky pozabíjeny desítky tisíc lidí s postižením. V rámci programu bylo také rozvinuto užívání plynových komor, ve kterých se zabíjelo oxidem uhelnatým.
Masové zabíjení Židů nacisty začalo již v průběhu roku 1941. Po napadení Sovětského svazu v červnu to bylo působení speciálních jednotek Einsatzgruppen na dobytém území, v prosinci byl uveden do provozu vyhlazovací tábor Chełmno, první tábor určený k systematickému vyvražďování, další se budoval v Belžecu.

## Wannsee a systematická genocida

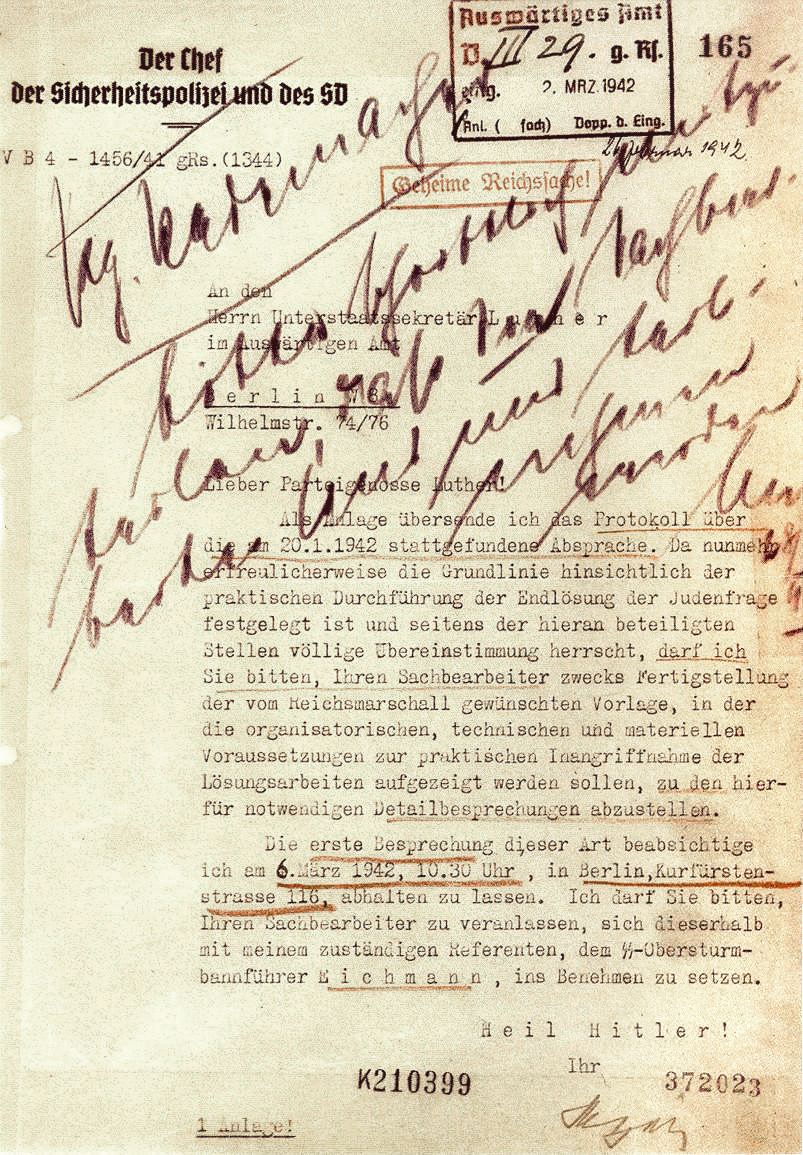
Dopis Martinu Lutherovi od Reinharda Heydricha

Ujednání o konečném řešení židovské otázky pozabíjením milionů lidí bylo dosaženo 20. ledna 1942 na konferenci ve Wannsee, která byla setkáním vysokých představitelů nacistického Německa a předsedal jí Reinhard Heydrich. V roce 1947 byla Spojenci nalezena v jednom z říšských ministerstev kopie zápisků pořízených na konferenci, které jsou jediným důkazem o konání, průběhu i závěrech konference. Stalo se tak však až po Norimberském procesu, kde tedy nemohly sloužit jako důkaz.
V letech 1941 a 1942 byly postaveny vyhlazovací tábory Belzec, Sobibor, Treblinka, Chełmno, Majdanek a nakonec Auschwitz-Birkenau (Osvětim-Březinka). Masové zabíjení Židů začalo v souvislosti s útokem na Sovětský svaz a skutečně průmyslové intenzity nabylo v roce 1942. Celkem bylo do roku 1945 zavražděno asi 6 milionů Židů.
Likvidaci Židů na dobytých východních územích zahájily masovými popravami jednotky Einsatzgruppen, kterým padlo za oběť asi 1,5 milionů židovských obyvatel Polska, Ukrajiny (Masakr v Kamenci Podolském – červen 1941, masakr v Babím Jaru – září 1941), Běloruska, pobaltských států (hromadné popravy v Kalevi-Liiva v období 1941–1943) a Ruska.